# Girolle

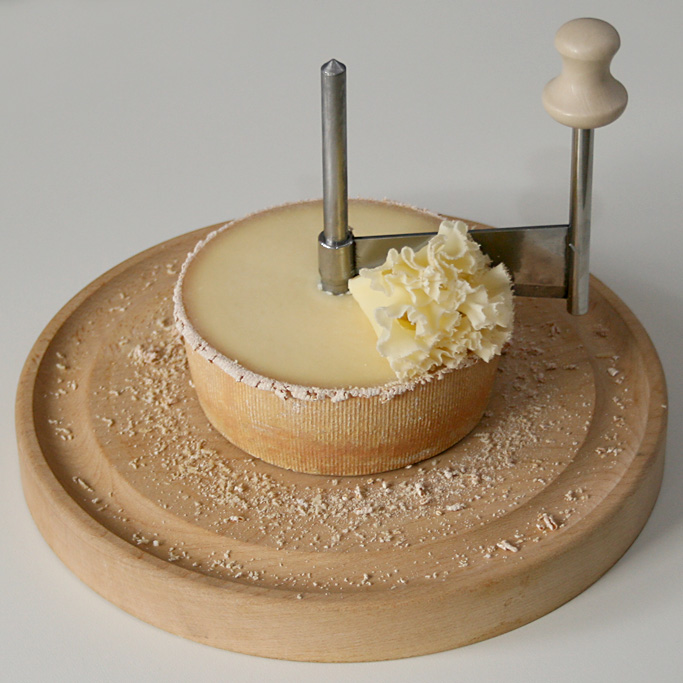
Tête de Moine auf Girolle

Die Girolle ist ein im Jahr 1982 patentierter, kurbelähnlicher Käsehobel. Mit ihr lässt sich der Käse Tête de Moine zu Rosetten schaben. Die dadurch vergrößerte Oberfläche des Käses hilft, das volle Aroma zu entfalten.

## Geschichte
Erfinder der Girolle ist Nicolas Crevoisier, ein Feinmechaniker aus Lajoux im Kanton Jura. Er war auf der Suche nach einer schnelleren und eleganteren Methode, den Tête de Moine zu schaben, als es traditionell mit dem Messer möglich war. Die Girolle wurde im Jahr 1986 mit dem Innovationspreis des Kantons Jura geehrt. Die Holzteller werden in einer Drechslerei gefertigt.

## Handhabung
Für die Nutzung der Girolle wird zunächst ein Tête-de-Moine-Laib halbiert. Eine Hälfte wird mit der Schnittfläche nach oben auf den Metallstift der Girolle gesteckt. Zum Schaben der Rosetten darf nicht zu viel Druck auf den Käsehobel ausgeübt werden. Die seitliche Rinde des Tête-de-Moine-Laibs fällt während des Kurbelns ab.
Die Rosettenbildung funktioniert nur gut, wenn der Käselaib nicht zu warm ist.

## Pirouette
Die Pirouette funktioniert nach demselben Prinzip wie die Girolle, allerdings ist sie bereits in die Verpackung eines halben Tête-de-Moine-Laibs integriert. Hobel und Haltestift sind aus Kunststoff. Nach Gebrauch kann die Verpackung wieder geschlossen und der Käse weiter im Kühlschrank aufbewahrt werden.